# Xylocopa californica
Xylocopa californica ou Abelha carpinteiro da Califórnia, é uma espécie de abelha carpinteiro na ordem Hymenoptera. É nativa do oeste América do Norte.

## Distribuição
Xylocopa californica é encontrado nos Estados Unidos da América nos estados da California, Nevada, Oregon, Utah, Arizona e no noroeste do México.   É encontrado, junto com Xylocopa varipuncta, no Vale Central da Califórnia e no Sul da Califórnia, incluindo o Deserto de Mojave. Eles são benéficos a agricultura e polinizadores de diversas espécies de chaparrais e florestas da Califórnia e do deserto [plantas nativas] Esta abelha de carpinteiro é ativa durante as estações quentes.

## Descrição
A abelha de carpinteiro da Califórnia é toda preta, como outras espécies de  Xylocopa  as grandes carpinteiras são, e tem algumas reflexões azuladas/esverdeadas. O macho tem algumas marcas mais claras no dorsal prothorax e nos segmentos abdominais.

### Subespécies
A espécie tem três subespécies nomeadas:
- Xylocopa californica arizonensis Cresson, 1879
- Xylocopa californica californica Cresson, 1864
- Xylocopa californica diamesa Hurd, 1954